# Caso de Burlakov
El caso de Burlakov comprende una serie de procedimientos judiciales internacionales a gran escala en curso en varias jurisdicciones (incluido el Tribunal Superior de Justicia con sede en Londres) relacionados con los activos y la actividad comercial del famoso empresario ruso Oleg Burlakov, quien murió de COVID-19 en 2021 y dejó una fortuna estimada en casi 3 mil millones de libras.
Los procedimientos judiciales están en curso en el Reino Unido, Mónaco, Panamá, Montenegro, Suiza, Ucrania, Estados Unidos, Chipre, Letonia, Rusia y varios otros países.

## Historia del caso
Oleg Leonidovich Burlakov fue un empresario y multimillonario ruso. En 2021, ocupó el puesto 177 en la lista rusa de Forbes con una fortuna de casi 3 mil millones de libras. En el mismo año murió por complicaciones de una infección por COVID-19. Las circunstancias de su muerte levantaron varias sospechas de que no murió por causas naturales.
Burlakov nació en Leningrado el 24 de agosto de 1949. Su padre era ingeniero militar especializado en armas nucleares. Oleg Burlakov pasó su infancia en Crimea, y luego estudió en la Academia de Ingeniería de Aviación Militar de Kíev. En la academia conoció a su futura esposa Lyudmila, con quien se casó en 1971. Más tarde nacieron sus dos hijas, Elena y Verónica.
En las primeras etapas de su carrera, Burlakov prestó servicio en el Ejército Soviético durante unos 20 años, mientras realizaba investigaciones científicas en el campo de la aviación militar. En 1980 defendió con éxito una disertación y obtuvo el título académico soviético de "Candidato a las ciencias técnicas" en la Academia de Ingeniería de la Fuerza Aérea Zhukovsky, con sede en Moscú. En 1989, después del colapso de la Unión Soviética se retiró del servicio en el Ejército Soviético por “motivos morales”.
El cuñado (esposo de su hermana Vera) y amigo íntimo de Oleg Burlakov, Nikolái Kazakov, fue más tarde su socio comercial. En 1988, Oleg Burlakov, Nikolái Kazakov y su esposa Vera Kazakova crearon una cooperativa conjunta, llamada "Integral", en la ciudad de Járkov. Al principio, la empresa se especializó en el comercio de pieles, y pronto amplió su actividad, entre otras cosas, al comercio de productos químicos y equipos médicos, así como a la realización de pequeños proyectos de construcción. A los pocos meses de iniciar la cooperativa “Integral” los socios constituyeron una empresa conjunta franco-rusa llamada "Sov-Inter-France" que se dedicaba al comercio de vendía cemento, participaba en una empresa conjunta de producción de petróleo y gas y realizaba pequeños proyectos de construcción. En 1991, la URSS se derrumbó. Burlakov y Kazakov ampliaron su negocio al adquirir el control de varias grandes empresas industriales, en particular, Belgorodcement, Novoroscement y Burneftegaz.
En 1994, después de que unos delincuentes intentaron secuestrar a sus hijas en Rusia, Oleg Burlakov se mudó con su familia a Canadá. Lyudmila Burlakova con sus hijas Elena y Verónica se establecieron en Canadá de forma permanente y finalmente obtuvieron pasaportes canadienses. Oleg Burlakov también se volvió ciudadano canadiense, pero continuó participando en actividades comerciales en Rusia. En 2008, Oleg Burlakov, su esposa Lyudmila y su hija Verónica recibieron permisos de residencia en Mónaco y comenzaron a tributar impuestos en ese país.

## Orígenes del conflicto familiar
En 2003, Oleg Burlakov y Nikolái Kazakov vendieron la fábrica Belgorodcement por 75 de dólares. Las ganancias de las ventas se reinvirtieron en Novoroscement, una fábrica de cemento con sede en Novorossiysk. En 2007, los socios vendieron sus acciones de Novoroscement por unos 1500 millones de dólares estadounidenses. En el mismo año, adquirieron el control de la compañía petrolera Burneftegaz de Tiumén y desarrollaron sus operaciones de control hasta 2014, cuando vendieron su participación de control.
Al momento de la venta, una gran suma recibida por la transacción se transfirió a la posesión temporal de Lyudmila Burlakova, quien actuaba como propietaria nominal para optimización fiscal.
Entre 2017 y 2018, las relaciones en el seno familiar se volvieron cada vez más tensas y hostiles. Según los medios de comunicación, esto se debía principalmente a que Oleg Burlakov tenía un romance con una joven azafata llamada Sofía Shevtsova. Se supo que Burlakov y Shevtsova querían tener un hijo; y para ello, recurrieron a la fertilización in vitro, y lo intentaron varias veces. La esposa y las hijas de Burlakov comenzaron a mostrar un comportamiento agresivo para con él.
En 2018, Lyudmila Burlakova transfirió grandes sumas de capital de cuentas bancarias que le confiaron su esposo y su socio comercial Nikolái Kazakov. Hizo estas operaciones con la ayuda de sus hijas y sus esposos, uno de ellos era Gregory Gliner, banquero de inversiones de los Estados Unidos. La suma total desviada se estimó en 1500 millones de dólares estadounidenses.  Suma que habían ganado Oleg Burlakov y su socio.

### Proceso de divorcio
En 2018, Lyudmila Burlakova inició un proceso de divorcio en Mónaco, el cual estuvo acompañado de una disputa monetaria entre los cónyuges. Oleg Burlakov pensó que su esposa había robado dinero e inició una investigación criminal contra ella en Mónaco.
En marzo de 2019, el tribunal decidió separar a Lyudmila y Oleg Burlakov dentro del su apartamento familiar en Mónaco: Lyudmila se quedó con los pisos 10 y 11 con la piscina, y el empresario se quedó con el piso 9.
En septiembre de 2019, Burlakov acusó a su esposa y a su hija menor, Verónica, de fraude y malversación de fondos e inició acciones judiciales ante los tribunales de Mónaco y Suiza. En la demanda, el empresario alegó que una parte de los fondos le pertenecían a él y otra parte a su socio comercial, con el cual había ganado dinero por la venta de Burneftegaz (un mil millones) y Novoroscement (1,45 mil millones). En 2018, sin el consentimiento de Burlakov ni de Kazakov, el dinero se transfirió a varias cuentas offshore controladas por Lyudmila Burlakova, incluso una cuenta en la isla de Guernsey. Parte del dinero terminó en las cuentas de las hijas de Burlakov y parte en un fideicomiso en las Bahamas, cuyos beneficiarios eran la esposa y las hijas del empresario. La policía de Mónaco inició una investigación y se presentaron cargos contra Lyudmila Burlakova en diciembre de 2022.
En 2020, Lyudmila Burlakova inició una demanda civil contra su esposo en el Tribunal Superior de Justicia de Inglaterra y Gales. Además de su esposo, doce personas y entidades de Suiza figuraban como demandados, incluido Leo Trust, un proveedor de servicios corporativos para varias entidades creadas por Oleg Burlakov. 
De adultas, sus hijas Verónica y Elena dejaron de comunicarse con su padre y se pusieron de parte de su madre. Según una fuente del periódico ruso Izvestia, Burlakov hizo varios intentos para mejorar las relaciones con sus hijas, pero recibió cartas formales de los abogados de las hijas exigiéndole que cesara todo tipo de contacto. 
Se suponía que el divorcio finalizaría a fines del verano de 2021, pero el empresario falleció antes de su finalización.

## Circunstancias de la muerte
En 2018, se encontró un dispositivo de rastreo en el avión privado del empresario. La fiscalía de Niza inició una investigación por violación a la privacidad de Burlakov. Según fuentes de Forbes, el dispositivo había sido llevado a bordo en un bolso de su hija Verónica.
En noviembre de 2018, Burlakov sufrió un atentado en Moscú y resultó herido. Al mismo tiempo se encontró otro dispositivo de rastreo en su automóvil. Oleg Burlakov mencionó abiertamente a su esposa, a sus hijas y a Gregory Gliner como los organizadores del atentado contra su vida.
Oleg Burlakov murió de COVID-19 en la clínica Lapino cerca de Moscú. Las circunstancias de su muerte levantaron sospechas de que no murió por causas naturales.
Vera Kazakova, su hermana, planeaba enterrarlo en el cementerio Serafímovskoye en su ciudad natal de San Petersburgo, donde se encuentran las tumbas de su madre, su padre y su abuela. Vera Kazakova dijo que creía que el deseo de su hermano era ser enterrado allí.
Sin embargo, la viuda del empresario Lyudmila Burlakova y sus hijas Verónica y Elena insistieron en enterrar el cuerpo en Canadá, a pesar de que nunca habían visitado a Oleg Burlakov en el hospital, según el diario ruso Izvestia. Kazakova afirmó que durante la enfermedad del empresario ninguno de los familiares inmediatos de Burlakov pidió información sobre su estado de salud. No obstante, los representantes de la esposa y las hijas de Burlakov declararon que sí solicitaron tal información.
Las autoridades rusas se negaron a entregar el cuerpo de Oleg Burlakov a su hermana. Más tarde, unas personas que se identificaron como los abogados de Lyudmila Burlakoiva sacaron el cuerpo de la morgue. Vera Kazakova presentó una demanda para hacer la autopsia al Comité de Investigación de Rusia. De acuerdo con la decisión de la investigación, el fallecido fue trasladado a otra morgue, pero Lyudmila Burlakova apeló la decisión. Como resultado, los abogados trasladaron el cuerpo a Suiza y luego a Canadá.
En febrero de 2021, la policía rusa realizó una investigación sobre posibles infracciones durante el transporte del cuerpo. En octubre de 2021, el Departamento de Investigación Interdistrital de Solntsevsky (Departamento de Investigación del Distrito Administrativo Occidental de Moscú) comenzó la investigación sobre las circunstancias de la extracción del cuerpo. La inspección reveló que los empleados de la aduana de Vnúkovo habían aceptado documentos falsificados durante el traslado de los restos del multimillonario a Suiza.
Burlakov fue enterrado en Canadá el 16 de julio de 2021. Según la revista Company, sus cenizas fueron colocadas en un columbario sin una placa de identificación.

## Reclamos por la herencia
La herencia de Oleg Burlakov está siendo reclamada por Lyudmila Burlakova y sus dos hijas por una parte, y por su hermana Vera Kazakova y su cuñado y socio Nikolái Kazakov por otra parte. También reclama la herencia Sofía Shevtsova quien actúa en beneficio de su hija menor, cuyo padre es supuestamente Burlakov. En diciembre de 2021, Shevtsova presentó una demanda al tribunal de San Petersburgo para establecer la paternidad de Oleg Burlakov en relación con su hija.
Los medios afirman que Burlakov hizo un testamento en 2004. Sin embargo, en 2018 este aseguró que no existía ningún testamento válido a ese momento. Después de su muerte se encontró otro testamento escrito a mano y con fecha de 2019. En aquel documento Oleg Burlakov dejaba todos sus bienes a su hermana Vera Kazakova y su cuñado Nikolái Kazakov; no se mencionaban a su esposa ni a sus  hijas en esta versión del testamento. Además, el empresario instruyó a su hermana y a su cuñado para que cuidaran de Sofía Shevtsova y su hija, así como de otros miembros de su familia. Los tribunales de Rusia confirmaron la autenticidad de este testamento.

## Litigios testamentarios internacionales
Después de la muerte de Burlakov, en varios países del mundo se lleva una serie de procedimientos judiciales y policiales, tanto civiles como penales. Se refieren principalmente a los derechos a los bienes, así como a las demandas relacionadas con la herencia de propiedad de Oleg Burlakov.

### Reino Unido
En el Reino Unido, Lyudmila Burlakova presentó una demanda ante el Tribunal Superior de Justicia. Solicitó que se declarara que Nikolái Kazakov y Oleg Burlakov nunca habían sido socios comerciales y solicitó una compensación por daños y perjuicios superior a los 700 millones de dólares estadounidenses. En abril de 2023, el proceso se encontraba en su etapa inicial.

### Mónaco
Se lleva un proceso civil para la convalidación del testamento de Burlakov escrito a mano en 2019 a favor de Nikolái Kazakov y Vera Kazakova. El tribunal reconoció la jurisdicción y nombró a un administrador del patrimonio.
En 2018, se inició una causa penal contra Lyudmila Burlakova por malversación y blanqueo de capitales mediante la transferencia de activos que le habían sido entregados en posesión temporal como propietaria nominal.

### Panamá
Burlakov y Kazakov operaban de forma parcial en Panamá. Verónica y Lyudmila Burlakova intentaron obtener el control de varias empresas panameñas, propiedad de fundaciones de capitales privados, presentando acciones al portador inválidas y buscando cambiar los directorios de aquellas empresas. Estos intentos resultaron infructuosos y el tribunal panameño emitió medidas cautelares civiles y penales que prohibían a Verónica y Lyudmila actuar como accionistas de estas empresas panameñas.

### Montenegro

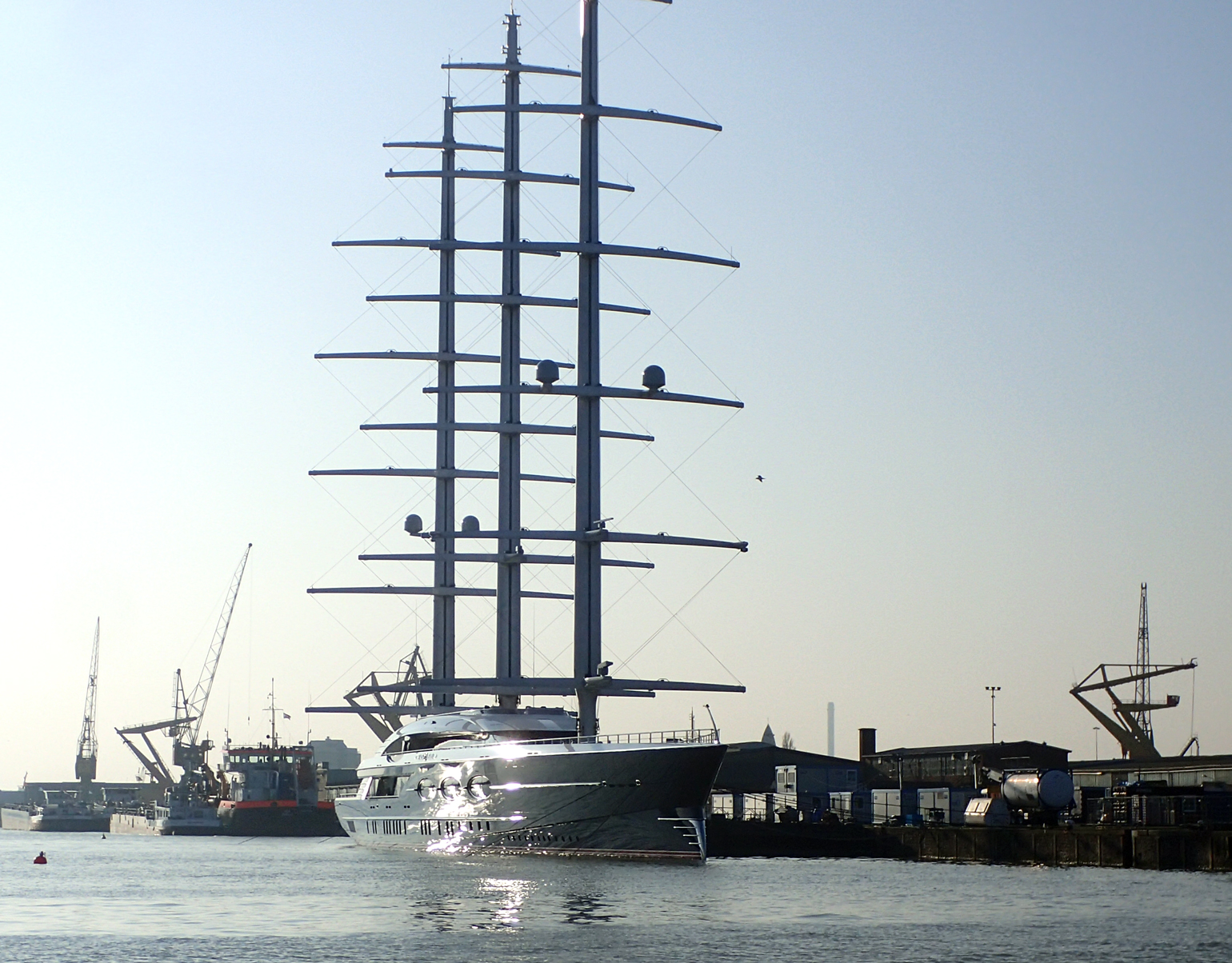
Yate "Perla Negra"

La viuda y las hijas de Burlakov intentaron congelar el uso del yate Black Pearl ("Chyornaya Zhemchyuzhina" / Perla Negra), propiedad de una empresa controlada por Burlakov. El tribunal de Montenegro se negó a embargar el barco.

### Suiza
Lyudmila Burlakova y sus hijas iniciaron procedimientos para congelar las cuentas de una entidad jurídica panameña cuyo beneficiario había sido Burlakov. La demanda fue retirada. Luego, las mujeres presentaron varias denuncias penales contra Oleg Burlakov y los Kazakov. Estas denuncias fueron desestimadas por el fiscal. 

### Ucrania
Se iniciaron tres investigaciones penales contra Lyudmila Burlakova por desacato al tribunal, apropiación fraudulenta de la herencia y malversación de bienes. Al 30 de abril de 2023 los tres casos se encontraban en etapa inicial. Lyudmila Burlakova fue incluida en la lista de personas buscadas por la policía ucraniana.

### Estados Unidos
Las hijas de Burlakov presentaron una demanda en nombre de sus hijos contra la familia Kazakov por la recuperación de 15 millones por la pérdida de los derechos de los Burlakov sobre un apartamento de lujo en Miami, Florida. Como parte de este proceso, Nikolái Kazakov y Vera Kazakova presentaron una contrademanda alegando una conspiración de las mencionadas hijas  para retirar y robar activos propiedad de los Kazakov. Nikolái Kazakov presentó la contrademanda en EE. UU. contra Lyudmila, sus hijas y Gregory Gliner. Los Kazakov alegaron que Gliner había usado sus conocimientos y contactos profesionales para facilitar la transferencia y malversación de los activos de la sociedad de Kazakov y Oleg Burlakov. Para ocultar las transferencias de dinero al extranjero, habían transferido algunos activos por medio del fondo de cobertura Ironwall Capital creando pérdidas de inversión falsas.
En noviembre de 2022, las hijas de Burlakov presentaron una demanda judicial en virtud de la ley RICO (Ley de Influencia y Corrupción de Organizaciones delictivas de los Estados Unidos) alegando que varios proveedores de servicios corporativos y entidades legales formaban parte de una organización criminal dedicada a la extorsión. Tres meses después retiraron voluntariamente la demanda.

### Rusia
Después de la solicitud de Verónica para la emisión de un certificado de herencia en Rusia, los Kazakov presentaron una demanda civil en los tribunales rusos para reconocerlos como herederos en virtud del testamento manuscrito de 2019. El 8 de octubre de 2022, el Tribunal de Distrito de Lyublinsky de la Federación Rusa reconoció la validez de este testamento. La decisión fue apelada por las hijas de Burlakov ante el Tribunal de la ciudad de Moscú, que confirmó la decisión del tribunal inferior el 4 de abril de 2023. De acuerdo con el Código Civil de Rusia, la forma del testamento está determinada por la ley del país en el que la persona tenía la residencia permanente al momento de su redacción. Un testamento no puede ser declarado nulo por su forma, si la forma se ajusta a la legislación del lugar de residencia del testador.
Mientras tanto, la azafata Sofía Shevtsova presentó una demanda al Tribunal de Distrito de Vyborgsky para reconocer a su hija Nicol como hija de Oleg Burlakov. El tribunal la respaldó el 11 de marzo de 2022. La decisión fue apelada, y la corte de apelación la revocó y ordenó un examen genético.
Lyudmila Burlakova presentó una demanda ante el Tribunal de Distrito de Petrogradsky de San Petersburgo contra Nikolái Kazakov para buscar la devolución de 800 millones de rublos rusos. El tribunal de primera instancia desestimó la demanda, la decisión fue apelada y el 22 de octubre de 2022 la corte de apelación confirmó la decisión de primera instancia. Se presentó una demanda de apelación al tribunal de casación, pero el 3 de marzo de 2023 también se desestimó.

### Letonia
Las autoridades letonas iniciaron una investigación penal contra Sofía Shevtsova, Lyudmila Burlakova y Elena Burlakova, así como contra la notaria local Inguna Bobrovska por presunta conspiración para apoderarse de los bienes de Oleg Burlakov mediante la obtención fraudulenta de un certificado de herencia.

### Chipre
En Chipre, está pendiente de impugnación una solicitud presentada por Lyudmila Burlakova y sus hijas de expedir una orden ad colligenda sobre las acciones de la empresa propiedad del famoso yate Black Pearl. La emisión de la orden ad colligenda fue impugnada por los Kazakov, quienes solicitaron una Orden de Prerrogativa Certiorari (auto de avocación para la revisión de una causa). La Corte Suprema falló a favor de los Kazakov. Lyudmila Burlakova y sus hijas apelaron la decisión y esta apelación está actualmente pendiente en la Corte Suprema. 
Además, el tribunal chipriota está examinando una solicitud de impugnación presentada por los Kazakov contra una orden provisional que solicita la transferencia de la entidad titular de Black Pearl a los fideicomisarios de la herencia nombrados en virtud de un procedimiento sucesorio letón.